# Гай Норбан Флакк (консул 15 года)
Гай Норбан Флакк (лат. Gaius Norbanus Flaccus) — политический деятель эпохи ранней Римской империи.

## Происхождение
Гай Норбан Флакк был выходцем из плебейской сенаторской семьи, чьей родиной, по всей видимости, был город Норба, что находился в землях вольсков. Первый известный представитель этого рода Гай Норбан достиг консульства в 83 году до н. э. Отцом Гая был консул 24 года до н. э. Гай Норбан Флакк, а матерью — Корнелия. У него был младший брат Луций Норбан Бальб, который в 19 году был консулом.

## Биография
О дате рождения Гая Норбана Флакка и начале его политической карьеры нет никаких сведений. В 11 году он был назначен императором Октавианом Августом на должность городского претора. Это назначение показывает, что Норбан пользовался благосклонностью со стороны государя, поскольку пост городского претора считался самым важным достижением в карьере претория. Преемник Августа, Тиберий, должно быть, также расположен к нему, так как в 15 году назначил его ординарным консулом вместе со своим сыном Друзом. В 24 году Норбан находился на посту проконсула провинции Азия. Больше о его биографии ничего неизвестно.